# Qala-e Naw
Qala-i Naw o Qala-e Naw (قلعه نو) és una ciutat de l'Afganistan capital de la província de Badghis i del districte de Qala-i-Naw. El districte té 56.867 habitants (2006) i la ciutat uns 13.945 habitants (estimació 2009). Té un petit aeroport i prop d'aquest la base que hi va establir l'estat espanyol el 2010, la qual té un perímetre de 60 km (unes 70 hectàrees) i va costar prop de 50 milions d'euros.

## Clima
|                                       | Gen | Feb  | Mar  | Abr | Mai  | Jun  | Jul | Ago | Set  | Oct  | Nov  | Dec  | Any   |
| ------------------------------------- | --- | ---- | ---- | --- | ---- | ---- | --- | --- | ---- | ---- | ---- | ---- | ----- |
| Temperatura mitjana màxima (°C)       | 10  | 11   | 15   | 23  | 29   | 35   | 37  | 35  | 30   | 24   | 18   | 12   | 23,25 |
| Temperatura mitjana mínima (°C)       | 0   | 1    | 5    | 10  | 13   | 17   | 20  | 18  | 12   | 7    | 4    | 1    | 9     |
| Precipitacions mitjanes mensuals (cm) | 3,2 | 2,96 | 4,69 | 2,4 | 1,07 | 0,03 | 0   | 0   | 0,04 | 0,46 | 0,97 | 2,97 | 1,32  |
| Font: MSN Weather                     |     |      |      |     |      |      |     |     |      |      |      |      |       |